# Preobrażenka (obwód zaporoski)
Preobrażenka (ukr. Преображенка) – wieś na Ukrainie, w obwodzie zaporoskim, w rejonie połohowskim. W 2001 liczyła 3710 mieszkańców.